# Vlag van Siegerswoude

Vlag van Siegerswoude

De vlag van Siegerswoude is de dorpsvlag van het Nederlandse dorp Siegerswoude, in de Friese gemeente Opsterland. De vlag werd in 1994 geregistreerd. Het ontwerp van de vlag is van de hand van J.C. Terluin.

## Beschrijving
De beschrijving van de vlag is als volgt:
Vanuit de broekhoek gegeerd in drie stukken, te beginnen vanaf de broektop rood-wit-blauw, zo dat de deellijn tussen het rood en het wit de bovenkant van de vlag verdeelt in twee stukken, die zich verhouden als 3:1 en de deellijn tussen het wit en het blauw de vluchtzijde van de vlag verdeelt in twee stukken, die zich verhouden als 1:3; in de broektop op het rood vier turven met een grootte van 1/10 vlaghoogte x 1/5 vlaghoogte (hxb), geplaatst één, twee en één.
De kleuren zijn afkomstig van het dorpswapen.

## Symboliek
- Witte punt: symboliseert het blad van de zeis uit het wapen van Siegerswoude. De punt is ontleend aan de dwarsbalk uit het wapen die de vaart en de weg door het dorp uitbeeldt.[3]
- Rood veld: staat voor het hoge deel van het dorp waar de oude kerk stond.[3]
- Blauw veld: verwijst naar de het lage deel van het dorpsgebied. Hier vond in de middeleeuwen al vervening plaats. Ook liggen hier meerdere meren, zoals het Siegerswoudstermeer en het Waasmeer.[3]
- Vier turven: de plaatsing in een kruis verwijst naar het Voorwerk, een voormalig voorwerk van het klooster te Smalle Ee.[3]

## Zie ook

Wapen van Siegerswoude